# 普吕尼耶尔 (上阿尔卑斯省)
普吕尼耶尔（法語：Prunières，法語發音：[pʁynjɛʁ]）是法国上阿尔卑斯省的一个市镇，位于该省中部，属于加普区。

## 地理
普吕尼耶尔（44°32'31"N, 6°20'0"E）面积13.2 平方千米，位于法国普罗旺斯-阿尔卑斯-蓝色海岸大区上阿尔卑斯省，该省份为法国东南部内陆省份，北起萨瓦省，西北接伊泽尔省，西南接德龙省，南至上普罗旺斯阿尔卑斯省，东北部与意大利接壤。
与普吕尼耶尔接壤的市镇（或旧市镇、城区）包括：蓬蒂、绍尔日、雷阿隆、圣阿波利奈尔、萨维讷勒拉克。

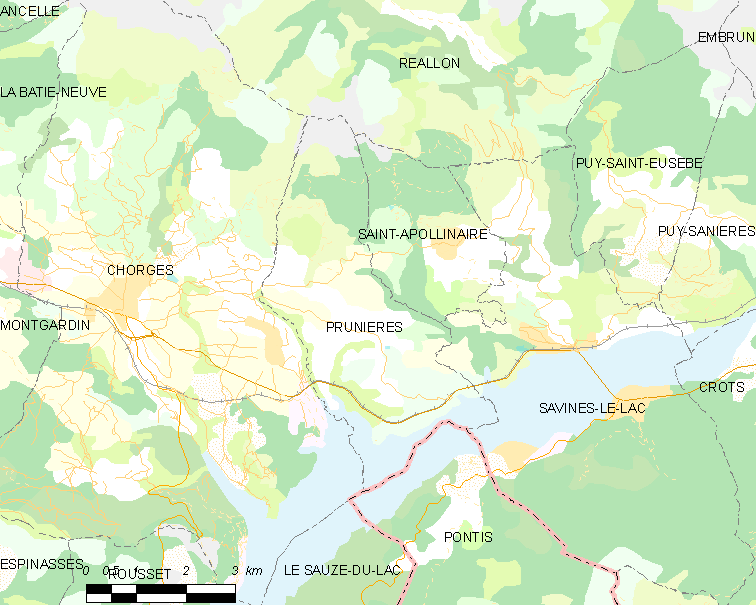
的OSM定位图

普吕尼耶尔的时区为UTC+01:00、UTC+02:00（夏令时）。

## 行政
普吕尼耶尔的邮政编码为05230，INSEE市镇编码为05106。

## 政治
普吕尼耶尔所属的省级选区为绍尔日县。

## 人口

1962-2008年间人口变化图示

普吕尼耶尔于2022年1月1日时的人口数量为312人。